# Gunilla Bergström

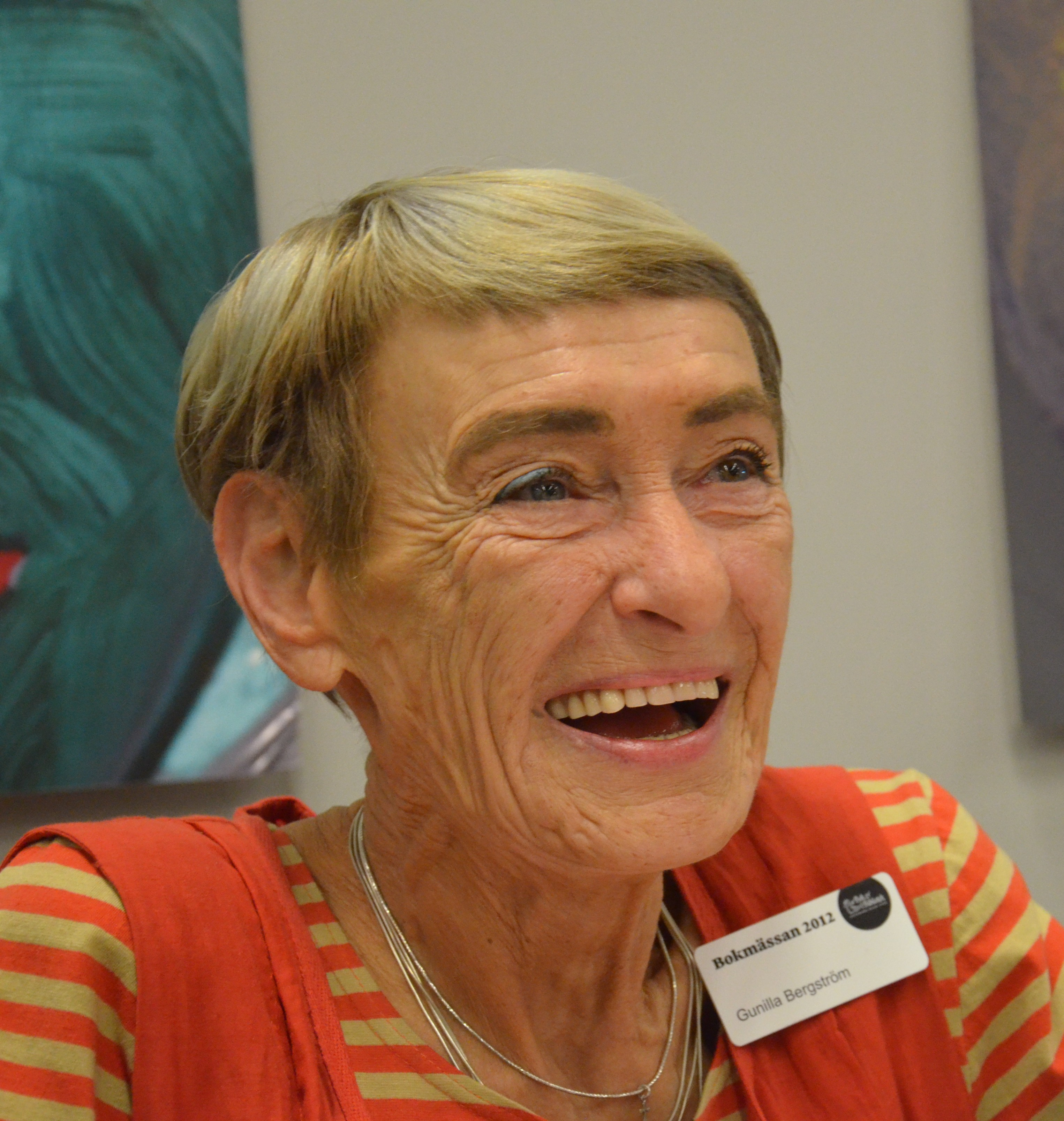
Gunilla Bergström (2012)

Gunilla Elisabet Dukure Bergström (* 3. Juli 1942 in Göteborg; † 23. August 2021 in Stockholm) war eine schwedische Journalistin, Autorin und Illustratorin einer Reihe von beliebten Kinderbüchern, deren Hauptpersonen der kleine Willi Wiberg und sein Vater sind.

## Leben und Werk
Gunilla Bergström kam 1966 nach Stockholm und arbeitete zunächst für die Zeitungen Aftonbladet und Dagens Nyheter.
Von ihrem Debüt als Kinderbuchautorin im Jahr 1971 bis 2012 sind in Schweden mehr als 40 Bücher von ihr erschienen. Die internationale Gesamtauflage ihrer Werke beträgt rund 9,5 Millionen Exemplare (Stand 2021); die 26 Bände um Willi Wiberg wurden zu Bergströms Lebzeiten in mehr als 35 Sprachen übersetzt und waren auch als Zeichentrickserie im Fernsehen erfolgreich.
Die Bücher zeichnen sich durch ihr tiefes Verständnis für die Welt der Kinder mit ihren Problemen und besonderen Freuden aus. Auf Idealisierung der Kindheit wird verzichtet, Probleme werden kindgerecht nachempfunden, dargestellt und gelöst. Die Direktheit der Illustrationen bewirkt, dass Kinder und Erwachsene die Figur des Willi unmittelbar in ihr Herz schließen. Mit Unterstützung durch die Lebensweisheit des Vaters wird dem Kind der Weg zu eigenen Erfahrungen, auch zu Fehlern und dem Darauslernen, geöffnet. Der schwedische Name der Hauptperson, des kleinen Jungen, ist Alfons Åberg, sein Freund, der nur in der Fantasie des Jungen existiert, heißt „der heimliche Mållgan“.
Gunilla Bergström starb im August 2021 im Alter von 79 Jahren in Stockholm. Sie hatte zwei Kinder.

## Auszeichnungen und Ehrungen
- 1979: Elsa-Beskow-Plakette
- 1981: Astrid-Lindgren-Preis
- 2012: Astrid Lindgrens Värld-Stipendium
- 2019: Litteris et Artibus[6]